# Novela das oito
Novela das oito é a denominação dada às telenovelas brasileiras exibidas diariamente na faixa das 20 horas na grade de programação da televisão no país. Costumam ser mais comprometidas com a verossimilhança, sendo que algumas também adotam o realismo fantástico. O termo se popularizou na programação diária da TV Globo que, de segunda-feira a sábado, após o noticiário Jornal Nacional, exibia uma destas produções. Em 2011, ao anunciar a estreia de Insensato Coração, produção que substituiria Passione, a emissora abandonou o título, passando a utilizar, em substituição, o termo "novela das nove", um reflexo dos horários de exibição adotados na década de 2000. A nova denominação, entretanto, não impediu que a telenovela continuasse a ser chamada de "novela das oito" pela mídia: Lauro Jardim, da revista Veja, ainda se referia à Insensato Coração pela denominação costumeiramente utilizada antes do anúncio uma semana após a estreia da produção.
Tradicionalmente, é o programa diário de maior audiência da emissora e também da televisão brasileira. Entre 2006 e 2009, seis telenovelas estrearam no horário de 20h30 na Rede Record, e estas também passaram a ser referidas pela mídia especializada como "novelas das oito". A partir de 2015, a Record voltaria a exibir uma produção do gênero, assim como a Rede Bandeirantes e o SBT.
As produções previstas para suceder Insensato Coração seriam citadas de forma diversa: ao comentar a pré-produção de Fina Estampa, telenovela de Aguinaldo Silva então prevista para começar a ser exibida em 2011, Leonardo Ferreira, do jornal Extra, referiu-se à produção como a "próxima novela das oito". Da mesma forma, o site Terra comentou, também em janeiro, que o autor João Emanuel Carneiro - que, fora anunciado ainda em 2010, trabalharia no horário após Silva - teria a atriz Taís Araújo como "protagonista de novela das oito".
As novelas desse horário são mais destinadas a fatos cotidianos.

## Antecedentes e contexto
O termo "novela das oito" é antigo: a Rede Tupi já o utilizava e se tornou um dos três nomes utilizados para designar as principais telenovelas da TV Globo, sendo os demais "novela das seis" e "novela das sete". Estes nomes originalmente se referiam ao horário aproximado de exibição das novelas, as demais começavam próximo à hora exata utilizada na designação, ou seja 18h e 19h, respectivamente, mas a "novela das oito" começava um pouco mais tarde, entre 20h30min e 20h45min, devido à intercalação da programação de teledramaturgia pelo Jornal Nacional, que se iniciava às 20h e tinha duração variável, por volta de 30 a 45 minutos.
Recentemente o título de novela das oito passou a ser usado pela Record, para designar o horário em que são transmitidas novelas como Os Dez Mandamentos.

## História

### Anos 1960: Primeiras produções
A TV Globo, emissora de televisão que popularizou o termo, exibiu sua primeira telenovela no horário em 1965, com O Ébrio, que foi sucedida por várias tramas com o mesmo título de novela das oito nas quatro décadas seguintes, entre elas sucessos como Irmãos Coragem, Selva de Pedra, Pecado Capital e Dancin' Days nos anos de 1970 e Água Viva, Roque Santeiro, Vale Tudo e Tieta nos anos de 1980.

### Anos 1990
Além da TV Globo, que emplacou sucessos como Rainha da Sucata, O Rei do Gado, A Indomada e Por Amor, o SBT exibiu várias novelas brasileiras e latinas durante o horário das 20:00, entre elas Éramos Seis (1994), Maria do Bairro, e Pérola Negra.[carece de fontes?]

### Anos 2000: "Novela das oito" na Globo e na Record

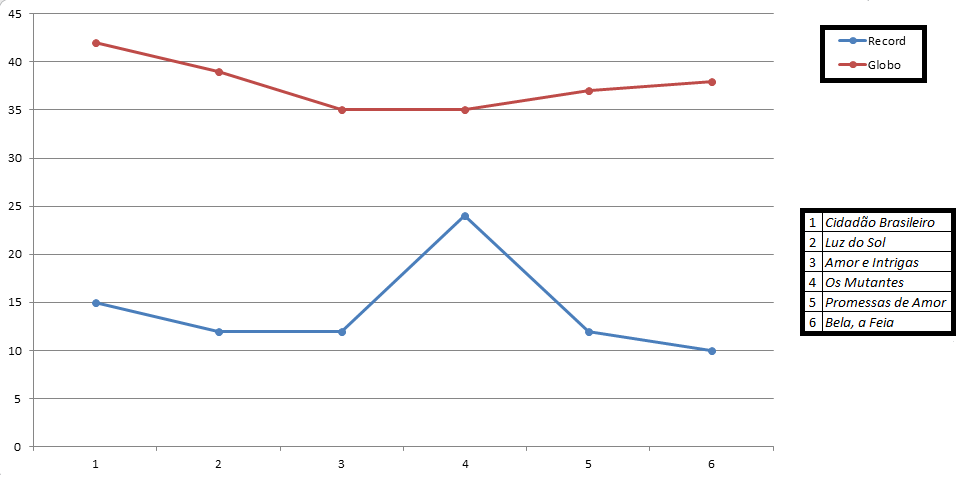
Audiência obtida pela RecordTV na estreia de suas "novelas das oito" e pela TV Globo no mesmo dia.

Novelas do início da década, como Laços de Família, O Clone, Mulheres Apaixonadas e Senhora do Destino da TV Globo conseguiram somar audiência e repercussão. América, Belíssima e Páginas da Vida mantiveram altos índices de audiência
O SBT transmitiu Pícara Sonhadora e Amigas e Rivais, entre outras.[carece de fontes?]
Entre 2006 e 2009, seis telenovelas estrearam no horário de 20h30 na Rede Record: Cidadão Brasileiro, Luz do Sol, Amor e Intrigas, Os Mutantes - Caminhos do Coração, Promessas de Amor e Bela, a Feia. Em sua estreia, Cidadão Brasileiro obteve uma média de 15 pontos na medição do Ibope, chegando a alcançar 23 pontos em partes de sua exibição. Somente a estreia de Os Mutantes obteria índices maiores: 24 pontos de média. Bela, a Feia, que ao encerrar-se em 2010, não foi sucedida por nenhuma obra, obteve a menor audiência: 10 pontos.
Cidadão Brasileiro foi exibida, em seu mês de estreia, às 20h30min, mas sofreria nos meses seguintes uma série de mudanças em seu horário até regularizar-se às 22h00. Esse horário foi mantido pela produção que a sucedeu, Vidas Opostas.
Uma sétima produção - Bicho do Mato, cuja estreia ocorreu em 18 de julho de 2006 - ocupou o horário nos seus últimos meses de exibição. Quando Cidadão Brasileiro, telenovela também exibida à época, por causa da exibição da propaganda eleitoral obrigatória a partir de outubro, passou a ser exibida às 21h30, Bicho do Mato manteve seu horário de exibição inalterado, mas em 5 de março de 2007 este foi alterado para coincidir com a estreia da telenovela Paraíso Tropical, a "novela das oito" que a Globo passaria a exibir. Com a conclusão de Bicho do Mato, Luz do Sol seria exibida no mesmo horário a partir de 21 de março de 2007.
Na TV Globo, porém, o Ministério da Justiça determinou que a novelas Esperança, Mulheres Apaixonadas, Celebridade, Senhora do Destino, Belíssima, Páginas da Vida, Paraíso Tropical e Duas Caras, exibida inicialmente na faixa das oito, adequasse o horário à faixa etária do público e esta passou definitivamente a iniciar após as 21 horas. Apesar disso, as novelas transmitidas neste horário continuaram sendo costumeiramente tratadas e conhecidas como "a novela das oito" até 2011, o que só mudou com as chamadas da telenovela Insensato Coração.

### 2011: "Novela das nove" na Globo e "das oito" na Record
Com o tempo a duração do Jornal Nacional aumentou, tendendo a ocupar pelo menos 45 minutos e com a alteração do horário de início deste jornal para 20h15, a novela, que ocupava cada vez menos o horário das 20 horas, dificilmente começava antes das 21 horas. Mais tarde, as novelas das seis e das sete também tiveram seu horário alterado devido a extensão do horário do Vale a Pena Ver de Novo, assim a Sessão da Tarde passou a começar 16h15 e a Malhação as 17h50 até as 18h20, a partir daí, a novela das seis passava a começar as 18h20, o jornal local as 19h10, a novela das sete as 19h30 e o Jornal Nacional as 20h30, impossibilitando a "novela das oito" de começar antes das 21h00, começando até mais tarde.[carece de fontes?] Em 2011, os anúncios da telenovela Insensato Coração, a 75ª telenovela exibida no horário, passaram a denominar a nova trama como "a próxima novela das nove". O site NaTelinha, à época, comentou que o novo título "realmente condiz com o horário em que o folhetim mais visto do país vai ao ar - às 21h". A partir de 11 de julho de 2011, a telenovela Rebelde começou a ser exibida pela Record às 20h30.

### 2012-2013:Carrossele as novelas infantis
Em janeiro de 2012, as 20:30 estreia Corações Feridos e se cria esta faixa para produções nacionais do gênero, sendo as próximas Carrossel e Chiquititas. O SBT já tinha feito remakes de outras novelas, mas desta vez queria fazer uma novela para a família e principalmente as crianças. Essa telenovela infantil da emissora teve muito sucesso, com 310 capítulos foi considerada uma boa opção.[carece de fontes?]

### 2015: Retomada com Record, SBT e Bandeirantes
Em 2015, o "horário nobre" de telenovelas "das oito" foi retomado, mas não pela Globo, comumente associada à programação, mas sim por três emissoras que passaram a exibir telenovelas no horário. Para o jornalista Maurício Stycer, "a faixa das 20h30, que no passado era o horário da principal novela da Globo, é agora ocupada por três folhetins dos concorrentes. A faixa consagrada – e depois abandonada – pela líder de audiência voltou a ser “o” horário de novelas". O SBT já exibia Chiquititas, quando, a partir de 9 de março, a Rede Bandeirantes começou a exibir Mil e Uma Noites, de origem turca, no mesmo horário. A partir de 23 de março, a terceira emissora a ter uma produção exibida no horário seria a Rede Record, que começaria a exibir Os Dez Mandamentos.
A Globo, por sua vez, seguindo com a estratégia de produzir telenovelas "das nove", começou a exibir Babilônia, cuja trama, com temas polêmicos, não foi bem recebida pelo público. Na visão do estudioso Nilson Xavier, "nem todo mundo quer ver realidade na novela. Para isso, existem os noticiários". De forma similar ao que ocorreu na década de 1990, quando O Dono do Mundo (A novela do mesmo autor de Babilônia) também sofreu forte rejeição por parte da audiência, Babilônia também foi preterida pelo público em favor de produções mais conservadoras: a telenovela infantil Carrossel, exibida pelo SBT, e Os Dez Mandamentos, exibida pela Rede Record. Mesmo assim a TV Globo vem se mantendo na liderança isolada perante a concorrência.

## As 10 Novelas das Oito de maior audiência daTV Globo
| #  | Início                  | Término                 | Título               | Audiência IBOPE (média geral) | Capítulos | Autoria                                               | Direção                                                                 | Ref.   |
| -- | ----------------------- | ----------------------- | -------------------- | ----------------------------- | --------- | ----------------------------------------------------- | ----------------------------------------------------------------------- | ------ |
| 1  | 14 de agosto de 1989    | 31 de março de 1990     | Tieta                | 64.97                         | 196       | Aguinaldo Silva Ana Maria Moretzsohn Ricardo Linhares | Paulo Ubiratan Reynaldo Boury Ricardo Waddington Luiz Fernando Carvalho | [ 23 ] |
| 2  | 24 de junho de 1985     | 22 de fevereiro de 1986 | Roque Santeiro       | 62.30                         | 209       | Dias Gomes Aguinaldo Silva                            | Paulo Ubiratan Gonzaga Blota Marcos Paulo Jayme Monjardim               | [ 23 ] |
| 3  | 9 de janeiro de 1989    | 12 de agosto de 1989    | O Salvador da Pátria | 62.05                         | 186       | Lauro César Muniz                                     | Paulo Ubiratan Gonzaga Blota Denise Saraceni                            |        |
| 4  | 29 de janeiro de 1979   | 18 de agosto de 1979    | Pai Herói            | 61.60                         | 178       | Janete Clair                                          | Walter Avancini Gonzaga Blota Roberto Talma                             |        |
| 5  | 16 de maio de 1988      | 6 de janeiro de 1989    | Vale Tudo            | 61.13                         | 204       | Gilberto Braga Aguinaldo Silva Leonor Bassères        | Dennis Carvalho Ricardo Waddington                                      |        |
| 6  | 2 de abril de 1990      | 27 de outubro de 1990   | Rainha da Sucata     | 60.91                         | 179       | Sílvio de Abreu                                       | Jorge Fernando Fábio Sabag                                              | [ 24 ] |
| 7  | 8 de março de 1993      | 13 de novembro de 1993  | Renascer             | 60.89                         | 213       | Benedito Ruy Barbosa                                  | Luiz Fernando Carvalho Emílio Di Biasi Mauro Mendonça Filho             | [ 25 ] |
| 8  | 10 de julho de 1978     | 27 de janeiro de 1979   | Dancin' Days         | 60.00                         | 174       | Gilberto Braga                                        | Daniel Filho Marcos Paulo Dennis Carvalho Gonzaga Blota                 | [ 26 ] |
| 9  | 24 de fevereiro de 1986 | 23 de agosto de 1986    | Selva de Pedra       | 59.60                         | 155       | Regina Braga Eloy Araújo                              | Walter Avancini Dennis Carvalho Ricardo Waddington                      |        |
| 10 | 4 de fevereiro de 1980  | 9 de agosto de 1980     | Água Viva            | 58.00                         | 159       | Gilberto Braga Manoel Carlos Leonor Bassères          | Roberto Talma Paulo Ubiratan                                            |        |

### Curiosidades
Aguinaldo Silva e Gilberto Braga são os únicos autores com 3 novelas listadas acima, ambos foram os coautores de Vale Tudo, uma das novelas de maior expressividade da TV Globo e presente na lista. 

## Autoria e Direção
Ao longo da história da faixa de exibição de novelas das oito, vários autores destacaram-se ao escrever para o horário: dentre todos os nomes, o que se sobressai é o de Janete Clair, que entre 1967 e 1982 escreveu 15 novelas e exerceu grande influência na caracterização das produções do período e de seu sucesso, o que lhe valeu o título de "maga das oito". Após a morte de Janete Clair o horário passou a contar com maior variedade e alternância de autores.
O ator e diretor Daniel Filho, por sua vez, esteve envolvido na direção de dezesseis telenovelas, exibidas entre 1967 e 1981, quinze delas através da duradoura e bem-sucedida parceria com a autora Janete Clair.
| Autor(a)              | Década de 1960 | Década de 1970 | Década de 1980 | Década de 1990 | Década de 2000 | Década de 2010 | Total |
| --------------------- | -------------- | -------------- | -------------- | -------------- | -------------- | -------------- | ----- |
| Aguinaldo Silva       | —              | —              | 5              | 4              | 3              | 3              | 15    |
| Ana Maria Moretzsohn  | —              | —              | 1              | 2              | —              | —              | 3     |
| Benedito Ruy Barbosa  | —              | —              | —              | 3              | 1              | 1              | 5     |
| Cassiano Gabus Mendes | —              | —              | 1              | 1              | —              | —              | 2     |
| Dias Gomes            | —              | —              | 2              | 1              | —              | —              | 3     |
| Emiliano Queiroz      | 1              | —              | —              | —              | —              | —              | 1     |
| Gilberto Braga        | —              | 1              | 5              | 2              | 2              | 2              | 12    |
| Glória Magadan        | 1              | —              | —              | —              | —              | —              | 1     |
| Glória Perez          | —              | —              | 1              | 2              | 3              | 2              | 8     |
| Heloísa Castellar     | 1              | —              | —              | —              | —              | —              | 1     |
| Janete Clair          | 4              | 9              | 2              | —              | —              | —              | 15    |
| João Emanuel Carneiro | —              | —              | —              | —              | 1              | 3              | 4     |
| João Ximenes Braga    | —              | —              | —              | —              | —              | 1              | 1     |
| José Castellar        | 1              | —              | —              | —              | —              | —              | 1     |
| Lauro César Muniz     | —              | 4              | 2              | —              | —              | —              | 6     |
| Leonor Bassères       | —              | —              | 1              | —              | —              | —              | 1     |
| Manoel Carlos         | —              | —              | 2              | 1              | 4              | 1              | 8     |
| Manuela Dias          | —              | —              | —              | —              | —              | 1              | 1     |
| Maria Adelaide Amaral | —              | —              | —              | —              | —              | 1              | 1     |
| Moysés Weltman        | 1              | —              | —              | —              | —              | —              | 1     |
| Regina Braga          | —              | —              | 1              | —              | —              | —              | 1     |
| Ricardo Linhares      | —              | —              | 1              | 3              | 2              | 2              | 8     |
| Sílvio de Abreu       | —              | —              | —              | 3              | 1              | 1              | 5     |
| Vincent Villari       | —              | —              | —              | —              | —              | 1              | 1     |
| Walcyr Carrasco       | —              | —              | —              | —              | —              | 3              | 3     |
| Walther Negrão        | —              | 1              | —              | —              | —              | —              | 1     |

## Duração
A telenovela mais longa da faixa foi Irmãos Coragem, com 328 capítulos e exibida entre junho de 1970 e junho de 1971. A telenovela mais curta do horário foi O Fim do Mundo, escrita por Dias Gomes, cujos 35 capítulos foram exibidos entre 6 de maio e 15 de junho de 1996. Entretanto O Fim do Mundo caracterizou-se por uma sucessão de fatos: a novela que iria originalmente substituir Explode Coração seria O Rei do Gado, todavia, a produção desta última não foi concluída a tempo e ainda que cogitado, não se tentou prolongar a trama de Glória Perez, dado o compromisso da emissora em liberar a novelista no início de maio de 1996 para o julgamento do Caso Daniella Perez. Assim, O Fim do Mundo, originalmente concebida como minissérie, foi elevada à condição de novela das oito. Desconsiderado o caráter excepcional de O Fim do Mundo e as curtas durações - entre 75 e 125 capítulos - das cinco primeiras telenovelas, tiveram menos de 150 capítulos: Os Gigantes, de Lauro César Muniz, com 147 capítulos, exibida entre 1979 e 1980; Sol de Verão, de Manoel Carlos, com 137 capítulos, exibida entre 1982 e 1983; Em Família, também de Manoel Carlos, com 143 capítulos, exibida em 2014; Babilônia, de Gilberto Braga, Ricardo Linhares e João Ximenes Braga, também com 143 capítulos, exibida em 2015; Amor De Mãe, de Manuela Dias, com 125 capítulos, exibida entre 2019 e 2021; e Um Lugar ao Sol, de Lícia Manzo, com 119 capítulos, exibida entre 2021 e 2022. 

## Curiosidades e Fatos

### Roque Santeiro (1975)[30]
Minutos antes de entrar em exibição em 27 de agosto de 1975, a primeira versão de "Roque Santeiro" foi impedida de estrear por ter sido vetada pela censura. Na edição do Jornal Nacional daquela data, o apresentador Cid Moreira leu na íntegra o editorial escrito pelo diretor de jornalismo da emissora Armando Nogueira. Em seu lugar, a emissora exibiu um compacto da novela "Selva de Pedra" ate que a atração seguinte, "Pecado Capital" escrita as pressas por Janete Clair pudesse estrear, em 24 de novembro de 1975, 3 meses após o veto. Dez anos depois, em 1985, finalmente "Roque Santeiro" pode estrear, graças aos ares liberais da Nova República. Curiosamente, após o término da obra de Dias Gomes e Aguinaldo Silva, em 1986 a TV Globo estreou o remake de "Selva de Pedra" 

### Sol de Verão (1982)[34]
Tudo ia bem na obra de Manoel Carlos até que em 19 de fevereiro de 1983, decorridos 4 meses da trama, o ator e protagonista Jardel Filho faleceu de um ataque cardíaco fulminante. Impossibilitado de continuar a trama, já que escreveu a novela para o amigo falecido, Manoel Carlos abandonou a obra, deixando nas mãos de Lauro Cesar Muniz e dos atores Gianfrancesco Guarnieri e Paulo Figueiredo, que concluíram a obra em três semanas e cerca de 17 capítulos. Com isso a emissora também recorreu a uma reprise, dessa vez da novela "O Casarão", exibida originalmente em 1976 em 18 capítulos, para que tivesse tempo de produzir "Louco Amor" de Gilberto Braga, que estreou em 11 de abril. Essa reprise acabou por derrubar a audiência da TV Globo, e favoreceu a Band que estreou a novela inédita "Sabor de Mel".

### De Corpo e Alma (1992)[38]
Um dos casos mais chocantes da teledramaturgia brasileira ocorreu em 1992 durante a exibição da novela "De Corpo e Alma", de autoria de Gloria Perez, que estreava sua primeira novela solo as 20h na TV Globo, depois do sucesso de "Barriga de Aluguel" no ano anterior as 18h. Em 28 de dezembro de 1992, a atriz e filha da autora Daniella Perez foi brutalmente assassinada pelo colega de elenco Guilherme de Pádua e sua então esposa Paula Thomaz. Ambos interpretavam Yasmim e Bira. A novela tinha 4 meses de exibição e nesse dia apresentava o capítulo 127. Com a morte da atriz, a autora se afastou por duas semanas, sendo convocados os autores Gilberto Braga e Leonor Bassères para prosseguir com a novela e dar o destino aos personagens. Nesse caso a emissora optou em não encerrar a novela como aconteceu com Sol de Verão 9 anos antes, então Gloria Perez voltou a escrever a novela que acabou em 06 de março de 1993 com 185 capítulos, sendo uma das novelas de maior audiência dos anos 1990.

## Evolução técnica
Como o advento da televisão em cores no Brasil deu-se em 1972, as 15 primeiras produções, de 1965 a 1975, foram exibidas em preto-e-branco. Pecado Capital, que estreou em 1975, foi a primeira novela das oito em cores. Apesar do fato de Paraíso Tropical ter sido gravada em HD, a evolução para a alta definição deu-se em 2007, quando Duas Caras passou a ser exibida em alta definição, sendo a primeira novela da emissora a ser exibida com essa tecnologia.